# 47 (szám)
A 47 (negyvenhét) a 46 és 48 között található természetes szám.

## A szám a matematikában
A tízes számrendszerbeli 47-es a kettes számrendszerben 101111, a nyolcas számrendszerben 57, a tizenhatos számrendszerben 2F alakban írható fel.
A 47 páratlan szám, prímszám. Kanonikus alakja 471, normálalakban a 4,7 · 101 szorzattal írható fel. Két osztója van a természetes számok halmazán, ezek növekvő sorrendben: 1 és 47.
Eisenstein-prím. Biztonságos prím. Lucas-prím. Keith-szám. Elsőfajú Szábit-prím. Szigorúan nem palindrom szám. Carol-szám.
Három szám valódiosztó-összegeként áll elő, ezek a 129, 205 és 493.

## A tudományban
- A periódusos rendszer 47. eleme az ezüst.